# Estrada europeia 18
A E18 - Estrada europeia 18 - começa em Craivagon, na Irlanda do Norte, passa por  Belfast, Newcastle upon Tyne, Kristiansand,  Oslo,  Karlstad, Stockholm, Åbo, Helsínquia e Viborg, para terminar em São Petersburgo, na Rússia.
Tem 1 890 km de extensão.

## Itinerário
Craigavon  - Belfast - Larne - Stranraer - Carlisle - Newcastle upon Tyne -  Kristiansand - Drammen - Oslo –  - Årjäng - Karlstad - Kristinehamn - Karlskoga - Örebro - Arboga - Köping - Västerås - Enköping - Stockholm - Norrtälje - Kapellskär -  Nådendal - Åbo - Helsingfors - Vaalimaa -  - Viborg - São Petersburgo

## Galeria

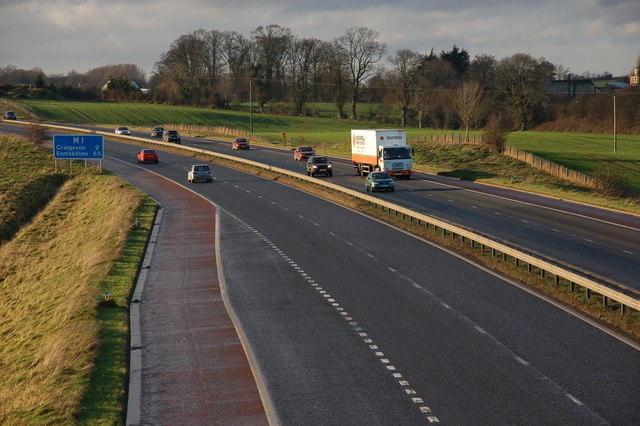
Craigavon, Irlanda do Norte
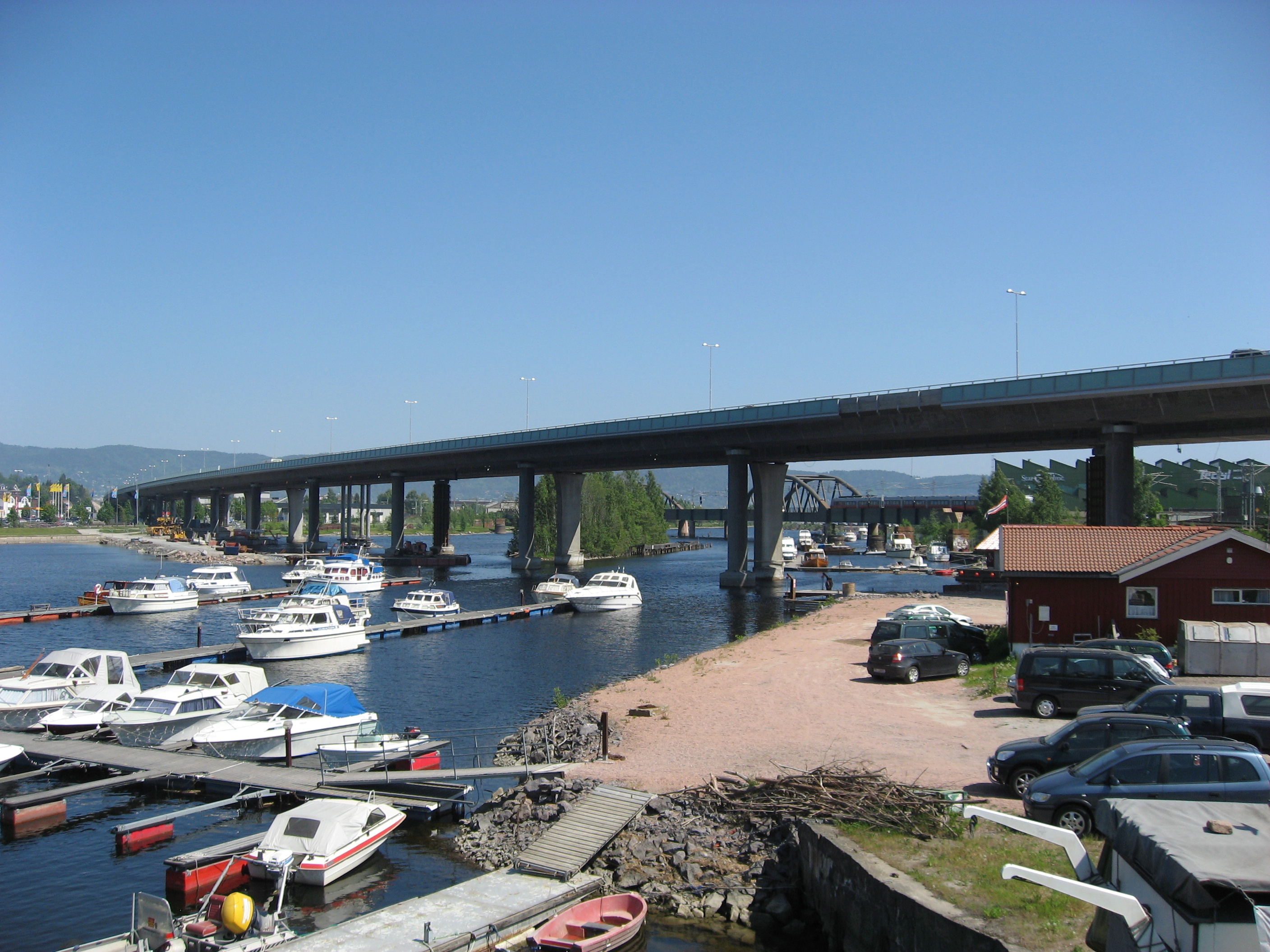
Drammen, Noruega
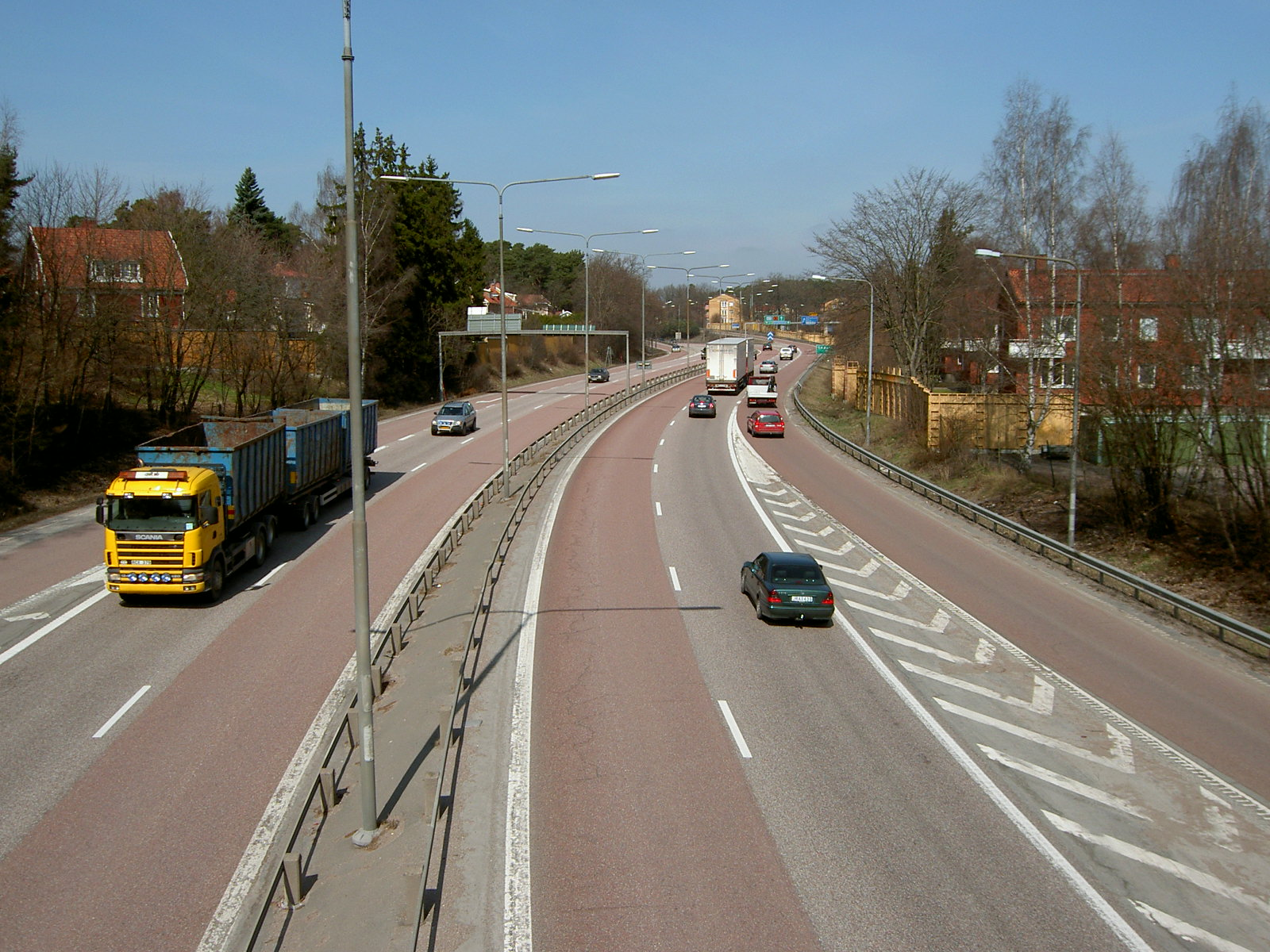
Västerås, Suécia
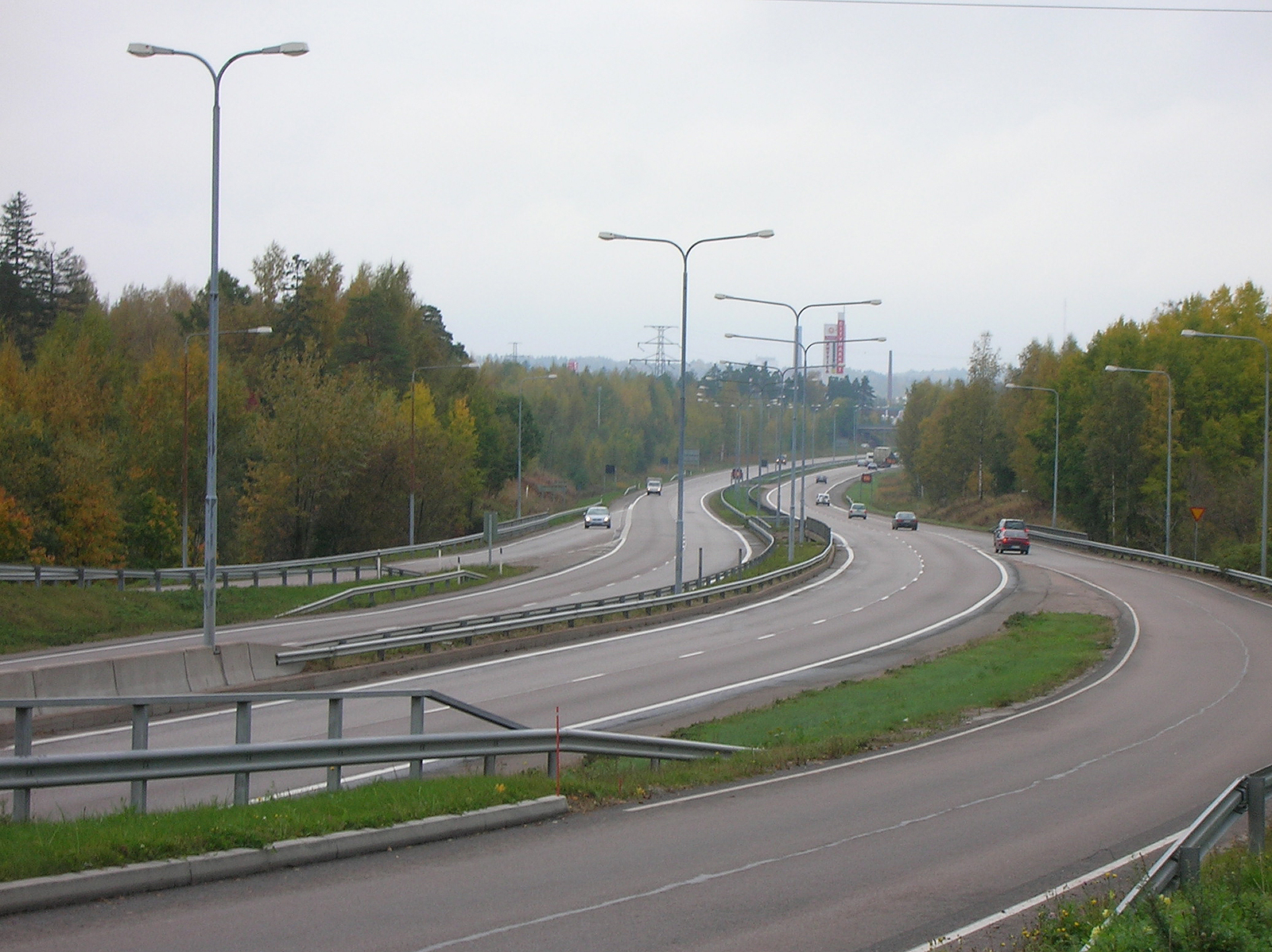
Kotka, Finlândia